# كيه 136 كوريونج
كيه 136 كوريونج ( الرومانية : K136 'Gu-ryong'؛ الهانجول : K136 '구룡'؛ الهانجا : K136 '九龍') هو نظام مدفعية صاروخية يحمل 36 صاروخًا، من صنع كوريا الجنوبية، أُصدر في عام 1981.

## التاريخ
بدأت عمليات البحث والتطوير لراجمة الصواريخ الممتدة كيه 136 كوريونج في عام 1973 في وكالة تطوير الدفاع كوسيلة للرد على راجمة الصواريخ بي إم-21 عيار 122 التي تمتلكها كوريا الشمالية، واختبر أداؤها في عام 1978، ونٌشرت في عام 1981. وفي وقت لاحق، نُشر نظام كيه 136 أيه المحسن في الجيش الكوري الجنوبي من عام 1987 إلى عام 1991، والذي أضاف أنبوب إطلاق من الفولاذ المقاوم للصدأ ونظامًا هيدروليكيًّا، وطُورت صواريخ K33 وK38 بمدى 36 و30 كلم في عام 1988. صمم النظام واختبر وصنع في كوريا الجنوبية. كانت شركة دايو للصناعات الثقيلة مسؤولة عن الإنتاج وطورت شركة هانهوا الصواريخ.

### احتمال نقله إلى الجيش الفلبيني
أجرى الجيش الفلبيني مفاوضات مع الحكومة الكورية الجنوبية بشأن نقل منصات إطلاق الصواريخ المتعددة إلى كتائب قاذفات الصواريخ المتعددة التي نُشطت حديثًا في فوج المدفعية بالجيش. وكان من المتوقع تسليم ثلاث بطاريات كيه 136 كوريونج من كوريا الجنوبية في عام 2020. تأخر تسليم الوحدات عدة مرات.

## التصميم
يحتوي قاذف الصواريخ المتعددة على 36 أنبوبًا ويطلق صواريخ من نوع كيه30 عيار 130، وكيه33 عيار 131ملم. تتوفر أيضًا صواريخ كيه 37 شديدة الانفجار محسنة لتحقيق أداء أفضل وصواريخ كيه 37 إتش إي مجزأة مسبقًا برؤوس حربية تحتوي على 16000 كرة فولاذية. القاذف محمل على شاحنة كيه إم 809 أيه إل 6x6.

## المشغلون
- كوريا الجنوبية: بنيت 150 وحدة لكوريا الجنوبية.[8]
- مصر: سُلمت 36 وحدة في 2004.[9]